# Zapasy na Letnich Igrzyskach Olimpijskich 1948 – kategoria do 57 kg w stylu klasycznym
Zmagania mężczyzn do 57 kg to jedna z ośmiu męskich konkurencji w zapasach w stylu klasycznym rozgrywanych podczas Letnich Igrzysk Olimpijskich 1948. Pojedynki w tej kategorii wagowej odbyły się w dniach 3–6 sierpnia.
Punktacja opierała się na systemie „złych punktów karnych”. Przegrany otrzymywał 3 punkty za „łopatki” lub jednomyślną przegraną, a dwa punkty za porażkę 2-1. Zwycięzca otrzymywał jeden punkt za wygraną 2-1, a w pozostałych przypadkach zero. W każdej z rund odpadł zawodnik, który zgromadził łącznie pięć punktów lub więcej.

## Klasyfikacja[1]
| Lp. | Państwo         | Zawodnik          |
| --- | --------------- | ----------------- |
| 1   | Szwecja         | Kurt Pettersén    |
| 2   | Egipt           | Mahmud Hasan      |
| 3   | Turcja          | Halil Kaya        |
| 4   | Finlandia       | Taisto Lempinen   |
| 5   | Argentyna       | Elvidio Flamini   |
| 6   | Węgry           | Lajos Bencze      |
| .   | Norwegia        | Reidar Merli      |
| 8   | Wielka Brytania | Ken Irvine        |
| .   | Grecja          | Nikolaos Biris    |
| 10  | Austria         | Kurt Elias        |
| 11  | Dania           | Kolle Lejserowitz |
| 12  | Francja         | Jésus Arenzana    |
| .   | Włochy          | Francesco Suppo   |

## Wyniki
* „Łopatki” (ang. fall, touche) – pozycja w której zawodnik dotyka łopatkami maty (oznaczająca koniec walki).

### Pierwsza runda[2]
| Zwycięzca       | Punkty karne | Wynik        | Przegrany         | Punkty karne |
| --------------- | ------------ | ------------ | ----------------- | ------------ |
| Reidar Merli    | 1            | Decyzja, 3:0 | Kurt Elias        | 3            |
| Mahmud Hasan    | 1            | Decyzja, 2:1 | Kolle Lejserowitz | 2            |
| Kurt Pettersén  | 0            | Łopatki      | Francesco Suppo   | 3            |
| Lajos Bencze    | 1            | Decyzja, 2:1 | Taisto Lempinen   | 2            |
| Halil Kaya      | 0            | Łopatki      | Jésus Arenzana    | 3            |
| Nikolaos Biris  | 0            | Łopatki      | Ken Irvine        | 3            |
| Elvidio Flamini | 0            | Bez walki    |                   |              |

### Druga runda[3]
| Zwycięzca       | Punkty karne | Wynik                   | Przegrany         | Punkty karne |
| --------------- | ------------ | ----------------------- | ----------------- | ------------ |
| Kurt Elias      | 4            | Decyzja, 3:0            | Elvidio Flamini   | 3            |
| Mahmud Hasan    | 1            | Łopatki                 | Francesco Suppo   | 6            |
| Reidar Merli    | 4            | DQ obustronna pasywność | Kolle Lejserowitz | 5            |
| Kurt Pettersén  | 1            | Decyzja, 3:0            | Lajos Bencze      | 4            |
| Taisto Lempinen | 2            | Łopatki                 | Jésus Arenzana    | 6            |
| Halil Kaya      | 0            | Łopatki                 | Nikolaos Biris    | 3            |
| Ken Irvine      | 3            | Bez walki               |                   |              |

### Trzecia runda[4]
| Zwycięzca       | Punkty karne | Wynik        | Przegrany      | Punkty karne |
| --------------- | ------------ | ------------ | -------------- | ------------ |
| Elvidio Flamini | 3            | Łopatki      | Ken Irvine     | 6            |
| Mahmud Hasan    | 1            | Łopatki      | Kurt Elias     | 7            |
| Reidar Merli    | 5            | Decyzja, 3:0 | Kurt Pettersén | 4            |
| Lajos Bencze    | 5            | Decyzja, 3:0 | Halil Kaya     | 3            |
| Taisto Lempinen | 2            | Łopatki      | Nikolaos Biris | 6            |

### Czwarta runda[5]
| Zwycięzca      | Punkty karne | Wynik     | Przegrany       | Punkty karne |
| -------------- | ------------ | --------- | --------------- | ------------ |
| Mahmud Hasan   | 1            | Łopatki   | Elvidio Flamini | 6            |
| Kurt Pettersén | 4            | Łopatki   | Taisto Lempinen | 5            |
| Halil Kaya     | 3            | Bez walki |                 |              |

### Piąta runda[6]
| Zwycięzca      | Punkty karne | Wynik        | Przegrany  | Punkty karne |
| -------------- | ------------ | ------------ | ---------- | ------------ |
| Mahmud Hasan   | 2            | Decyzja, 3:0 | Halil Kaya | 6            |
| Kurt Pettersén | 4            | Bez walki    |            |              |

### Szósta runda[7]
| Zwycięzca      | Punkty karne | Wynik        | Przegrany    | Punkty karne |
| -------------- | ------------ | ------------ | ------------ | ------------ |
| Kurt Pettersén | 5            | Decyzja, 3:0 | Mahmud Hasan | 5            |